# The Screwfly Solution
"The Screwfly Solution" este o povestire științifico-fantastică & horror din 1977 de Raccoona Sheldon, un pseudonim al scriitoarei Alice Sheldon, mai bine cunoscută sub pseudonimul James Tiptree, Jr. A primit Premiul Nebula pentru cea mai bună nuveletă, a fost nominalizată la Premiul Hugo pentru cea mai bună nuveletă și a fost adaptată într-un episod Masters of Horror. 
Titlul face referire la tehnica insectelor sterile, o tehnică de eradicare a populației unei specii de  muște prin producerea unor cantități mari de masculi sterili care ar concura cu masculii fertili, reducând  mai mult astfel populația nativă cu fiecare generație când se face acest lucru. Această poveste se referă la o denaturare similară a sexualității umane, cu rezultate dezastruoase pentru specia umană.

## Prezentare
Povestea începe cu un schimb de scrisori și tăieturi cu știri din ziare între Alan, un om de știință care lucrează la eradicarea paraziților în Columbia și soția sa, Anne, aflată acasă în Statele Unite. Cei doi sunt îngrijorați din cauza unei epidemii ciudate în care femeile sunt ucise sistematic de către bărbați. Unii oameni de știință suspectează un motiv biologic pentru această nebunie selectivă sexuală (observațiile unor animale de laborator indică faptul că în mod normal impulsurile sexuale masculine sunt scăpate de sub control, ducând la crime), dar ucigașii simt că este doar un instinct natural și au creat justificări elaborate misogine în acest sens. De exemplu, o nouă mișcare religioasă se răspândește odată cu crimele: Fiii lui Adam, mișcare care consideră că femeile sunt rele și că grădina raiului a fost un paradis înainte de apariția femeilor, iar Dumnezeu îi îndeamnă pe bărbați să scape de toate femeile. Când mișcarea religioasă  apare inițial, înainte de crimele organizate, se întreprind puține lucruri pentru a opri răspândirea ideologiei sale, neexistând nicio acțiune preventivă de evacuare a femeilor. Alan își dă seama că boala face ca impulsurile sexuale masculine să se transforme în impulsuri violente. Alan, un om sensibil și amabil  își dă seama că el însuși este afectat și încearcă să reziste impulsurilor, de asemenea încearcă să se izoleze de femei. În timp ce se întâmplă aceste lucruri, soția și fiica lor adolescentă au mai multe conflicte între ele: fiica, credincioasă tatălui ei, refuză să creadă în avertismentele mamei sale despre el. Ea se furișează afară pentru a-și vizita tatăl care o omoară și apoi se sinucide după ce realizează cât de oribile sunt acțiunile sale. Anne fuge spre nord, în Canada, deoarece boala a apărut inițial în zonele tropicale și se răspândește către poli. După ce majoritatea  femeilor din lume au fost ucise, bărbații adulți încep să omoare băieții. În cele din urmă, Anne, urmărită de o întreagă societate dornică de femicid, descoperă sursa și motivația din spatele epidemiei: o specie extraterestră provoacă intenționat rasa umană la autodistrugere astfel încât extratereștrii să aibă Pământul doar pentru ei.

## Adaptări
"The Screwfly Solution" a fost ecranizată într-un film de televiziune de către scenaristul Sam Hamm și regizorul Joe Dante pentru serialul rețelei TV Showtime Masters of Horror. A avut premiera TV la 8 decembrie 2006.

## Legături externe
- en  Istoria publicării lucrării The Screwfly Solution la Internet Speculative Fiction Database
- The Screwfly Solution on Sci Fiction
- The Screwfly Solution la Internet Movie Database
- Interview with Sam Hamm by Avedon Carol about  the Masters of Horror adaptation

Video online
- "The Screwfly Solution" on YouTube (season 2, episode 7 of the series Masters of Horror)

## Vezi și
- 1977 în științifico-fantastic

Format:James Tiptree, Jr.